# Imme Sleipner
Imme Sleipner var et vikingeskib bygget som 10. klassesprojekt på Rødding Friskole. Skibet forliste på Endelave i sommeren 1999.
Imme Sleipner var ikke en rekonstruktion af noget specifikt skibsfund fra vikingetiden. I stedet var Sleipner bygget med inspiration fra flere forskellige skibsfund der var gjort på bygningstidspunktet.
Efter opførelsen stod Vikingeskibslauget Imme Slejpner for vedligehold og sejlads med skibet.